# Актиново
Акти́ново (рос. Актыново) — село у складі Александровського району Оренбурзької області, Росія.

## Населення
Населення — 98 осіб (2010; 120 у 2002).
Національний склад (станом на 2002 рік):
- башкири — 97 %